# Jørgen
Jørgen là một tên riêng nam giới của người Đan Mạch, Na Uy và Faroe có cùng nguồn gốc với George.

## Những người tên Jørgen
- Jørgen Aall (1771–1833)
- Jørgen Andersen (1886–1973)
- Jørgen Aukland (sinh 1975)
- Jørgen Beck (1914–1991)
- Jørgen Bentzon (1897–1951)
- Jørgen Bjelke (1621–1696)
- Jørgen Bjørnstad (1894–1942)
- Jørgen Bojsen-Møller (sinh 1954)
- Jørgen Thygesen Brahe (1515–1565)
- Jørgen Brønlund (1877–1907)
- Jørgen Bru (1881–1974)
- Jørgen Brunchorst (1862–1917)
- Jørgen Buckhøj (1935–1994)
- Jørgen Wright Cappelen (1805–1878)
- Jørgen Carling (sinh 1974)
- Jørgen Emborg (sinh 1953)
- Jørgen Conrad de Falsen (1785–1849)
- Jørgen Flood (1792–1867)
- Jørgen Gammelgaard (1938–1991)
- Jørgen Pedersen Gram (1850–1916)
- Jørgen Gry (1915–1993)
- Jørgen Hansen (định hướng)
- Jørgen Haugan (sinh 1941)
- Jørgen Holmboe (1902–1979)
- Jørgen von Cappelen Knudtzon (1784–1854)
- Jørgen Ingmann (1925–2015)
- Jørgen Jahre (1907–1998)
- Jørgen Jalland (sinh 1977)
- Jørgen Jensen (định hướng)
- Jørgen Jersild (1913–2004)
- Jørgen Jørgensen (1780–1841)
- Jørgen Juve (1906–1983)
- Jørgen Kaas (1618-1658)
- Jørgen Kastholm (1931–2007)
- Jørgen Kieler (1919–2017)
- Jørgen Kiil (1931–2003)
- Jørgen Hansen Koch (1787–1860)
- Jørgen Kosmo (1947–2017)
- Jørgen Kristensen (sinh 1946)
- Jørgen Landt (c. 1751–1804)
- Jørgen Langhelle (sinh 1965)
- Jørgen Leth (sinh 1937)
- Jørgen Lindegaard (sinh 1948)
- Jørgen Løvland (1848–1922)
- Jørgen Mathiesen (1901–1993)
- Jørgen Meinich (1820–1911)
- Jørgen Moe (1813–1882)
- Jørgen Nash (1920–2004)
- Jørgen Niclasen (sinh 1969)
- Jørgen Nielsen (định hướng)
- Jørgen Olesen (1924–1999)
- Jørgen V. Pedersen (sinh 1959)
- Jørgen Randers (sinh 1945)
- Jørgen Rantzau (1652–1713)
- Jørgen Rasmussen (định hướng)
- Jørgen Ravn (1940–2015)
- Jørgen Reenberg (1927–2023)
- Jørgen Rischel (1934–2007)
- Jørgen Roed, (1808–1888)
- Jørgen Rømer, (1923–2007)
- Jørgen Ryg (1927–1981)
- Jørgen Matthias Christian Schiødte (1815–1884)
- Jørgen Skjelvik (sinh 1991)
- Jørgen Slots
- Jørgen Leschly Sørensen (1922–1999)
- Jørgen Stubberud (1883–1980)
- Jørgen Johan Tandberg (1816–1885)
- Jørgen Tengesdal (sinh 1979)
- Jørgen Thorup (sinh 1950)
- Jørgen Vogt (1900–1972)
- Jørgen Herman Vogt (1784–1862)
- Jørgen Weel (1922–1993)